# Halichondria foetida
Halichondria foetida är en svampdjursart som först beskrevs av Wilson 1894.  Halichondria foetida ingår i släktet Halichondria och familjen Halichondriidae. Inga underarter finns listade i Catalogue of Life.